# Marila grandiflora
Marila grandiflora är en tvåhjärtbladig växtart som beskrevs av August Heinrich Rudolf Grisebach. Marila grandiflora ingår i släktet Marila och familjen Calophyllaceae. Inga underarter finns listade i Catalogue of Life.